# Demografía de Australia
La Oficina Australiana de Estadística estima que la población de la Mancomunidad de Australia es de 27 489 000 habitantes a 7 de enero de 2025. Australia es el 55.º país más poblado del mundo y el más poblado de Oceanía. Su población se concentra principalmente en zonas urbanas, sobre todo en las costas oriental, sudoriental y austral, y se espera que supere los 30 millones de habitantes en 2029.
La población de Australia ha crecido desde una población estimada de entre 300 000 y 1 000 000 de australianos indígenas en el momento de la colonización británica en 1788, debido a las numerosas oleadas de inmigración que se han producido desde entonces. También debido a la inmigración, el componente europeo de la población aumentó considerablemente a finales del siglo XVIII y en el XIX, pero ahora está disminuyendo en porcentaje.
Australia tiene una densidad media de población de 3,4 personas por kilómetro cuadrado de superficie total, lo que la convierte en uno de los países más escasamente poblados del mundo. Esto se atribuye generalmente a la geografía semiárida y desértica de gran parte del interior del país. Otro factor es la urbanización: con el 89 % de su población viviendo en un puñado de zonas urbanas, convirtiendo a Australia en uno de los países más urbanizados del mundo. La esperanza de vida de Australia en 2015-2017 era de 83,2 años, una de las más altas del mundo.

## Estadísticas demográficas

Pirámide poblacional de Australia por sexos entre 1950 y 2020.

Gran parte de los datos que figuran a continuación proceden del CIA World Factbook y de la Oficina Australiana de Estadística, a través de los censos.

Estimación de la población residente en Australia desde 1981.

Población
27 489 000 (7 de enero de 2025)
23 470 145 (est. julio 2018)
23 232 413 (est. julio 2017)
21 262 641 (julio de 2009 - CIA World Factbook)
Estructura por edad
0-14 años: 17,75 % (2 138 080 hombres/ 2 027 583 mujeres)
15-24 años: 12,62 % (1 520 528 hombres/ 1 442 461 mujeres)
25-54 años: 41,35 % (4 944 587 hombres/ 4 760 752 mujeres)
55-64 años: 11,84 % (1 379 681 hombres/ 1 398 177 mujeres)
65 años y más: 16,44 % (1 786 595 hombres/ 2 071 701 mujeres) (est. 2018)
Edad media
Población total: 38,8 años
Hombres: 38,1 años
Mujeres: 39,7 años (est. 2018)
Tasa de natalidad

Mapa de la edad media de los australianos por área estadística local en el censo de 2011

12,23 nacimientos/1000 habitantes (est. 2023)
12,47 nacimientos/1000 habitantes (est. 2009) 
Tasa de mortalidad
6,76 defunciones/1.000 habitantes (est. 2023) 
Tasa global de fecundidad
1,73 niños nacidos/mujer (est. 2023) 
Tasa de mortalidad materna
3 muertes/100 000 nacimientos (est. 2020) 
Tasa de mortalidad infantil
Total: 2,96 muertes/1000 nacimientos 
Hombres: 3,2 muertes/1000 nacimientos 
Mujeres: 2,71 muertes/1000 nacimientos (est. 2023) 
Tasa de migración neta
6,39 migrantes/1000 habitantes (est. 2023)

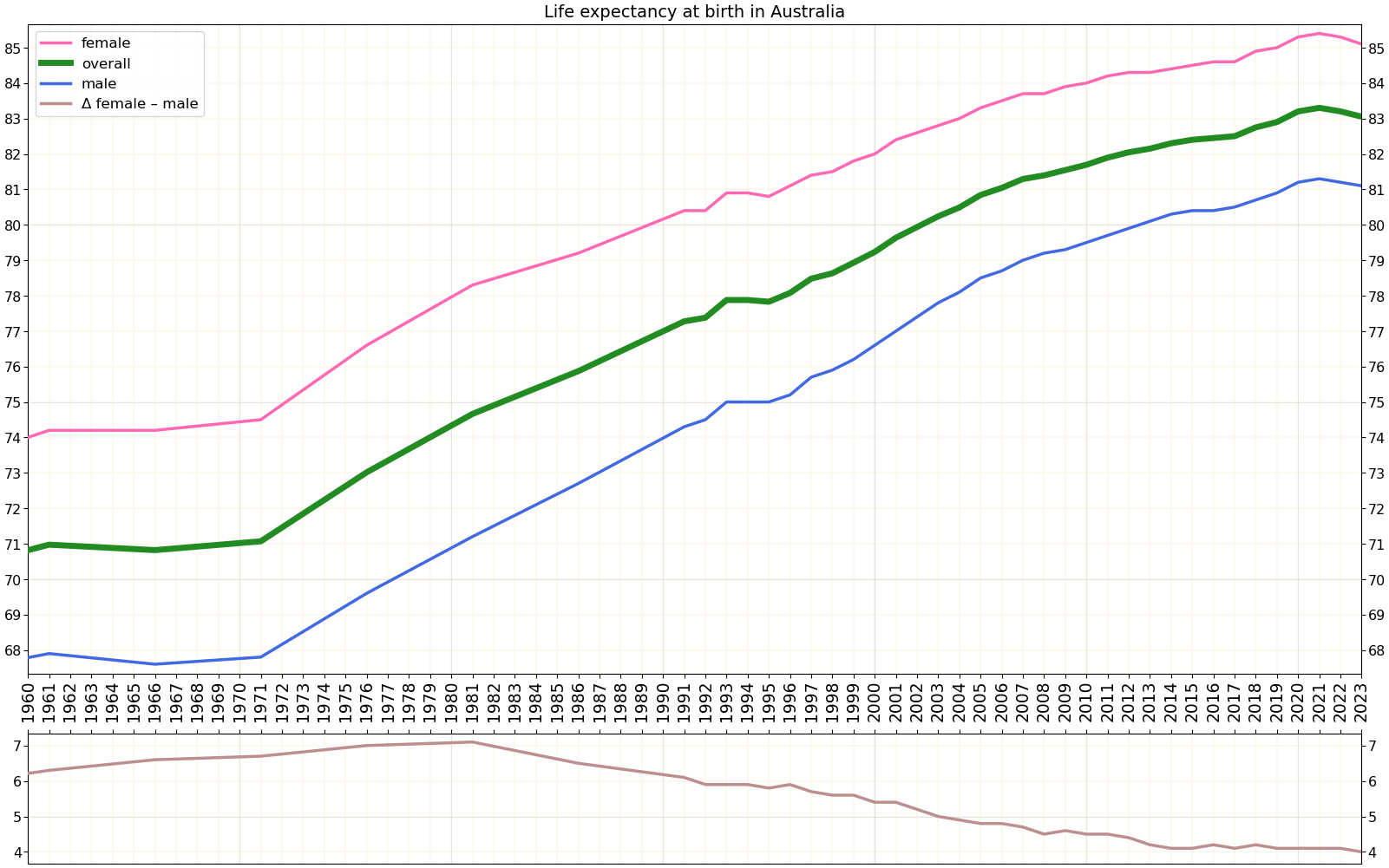
Esperanza de vida en Australia desde 1960 por sexo.

Tasa de crecimiento de la población
1,19 % (est. 2023)
Esperanza de vida al nacer
Población total: 83,28 años
Hombres: 81,14 años
Mujeres: 85,54 años (est. 2023)
Urbanización
Población urbana: 86,6 % de la población total (2023)
Tasa de urbanización: 1,27 % de tasa de variación anual (est. 2020-25)
Proporción de sexos
Nacimiento: 1,06 hombres/mujeres
0-14 años: 1,07 hombres/mujeres
15-64 años: 1 hombre/mujeres
65 años y más: 0,85 hombres/mujeres
Población total: 0.99 hombres/mujer (est. 2023)
Tasa de alfabetización (mayores de 15 años que saben leer y escribir)
Población total: 99 %
Hombres: 99 %
Mujeres: 99 % (est. 2003)

## Distribución de la población

### Estados y territorios
La población australiana se encuentra repartida de forma muy desigual, concentrándose principalmente en los estados y territorios del este (Nueva Gales del Sur, Victoria, Queensland, Tasmania y el Territorio de la Capital Australiana), que en conjunto representan aproximadamente el 82 % de toda la población, dejando el extenso oeste del país escasamente poblado.
| Estado/territorio                    | Población (a septiembre de 2020) | Superficie (km2) | Densidad poblacional (por km2) | % de la población nacional |
| ------------------------------------ | -------------------------------- | ---------------- | ------------------------------ | -------------------------- |
| Nueva Gales del Sur                  | 8 166 400                        | 800 642          | 8,64                           | 32 %                       |
| Victoria                             | 6 680 600                        | 227 416          | 23,54                          | 26 %                       |
| Queensland                           | 5 184 800                        | 1 730 648        | 2,5                            | 20 %                       |
| Australia Occidental                 | 2 667 100                        | 2 239 170        | 0,89                           | 10 %                       |
| Australia Meridional                 | 1 770 600                        | 983 482          | 1,62                           | 7 %                        |
| Tasmania                             | 541 100                          | 68 401           | 7,24                           | 2 %                        |
| Territorio de la Capital Australiana | 431 200                          | 2358             | 151,49                         | 2 %                        |
| Territorio del Norte                 | 246 500                          | 1 349 129        | 0,16                           | 1 %                        |

### Ciudades

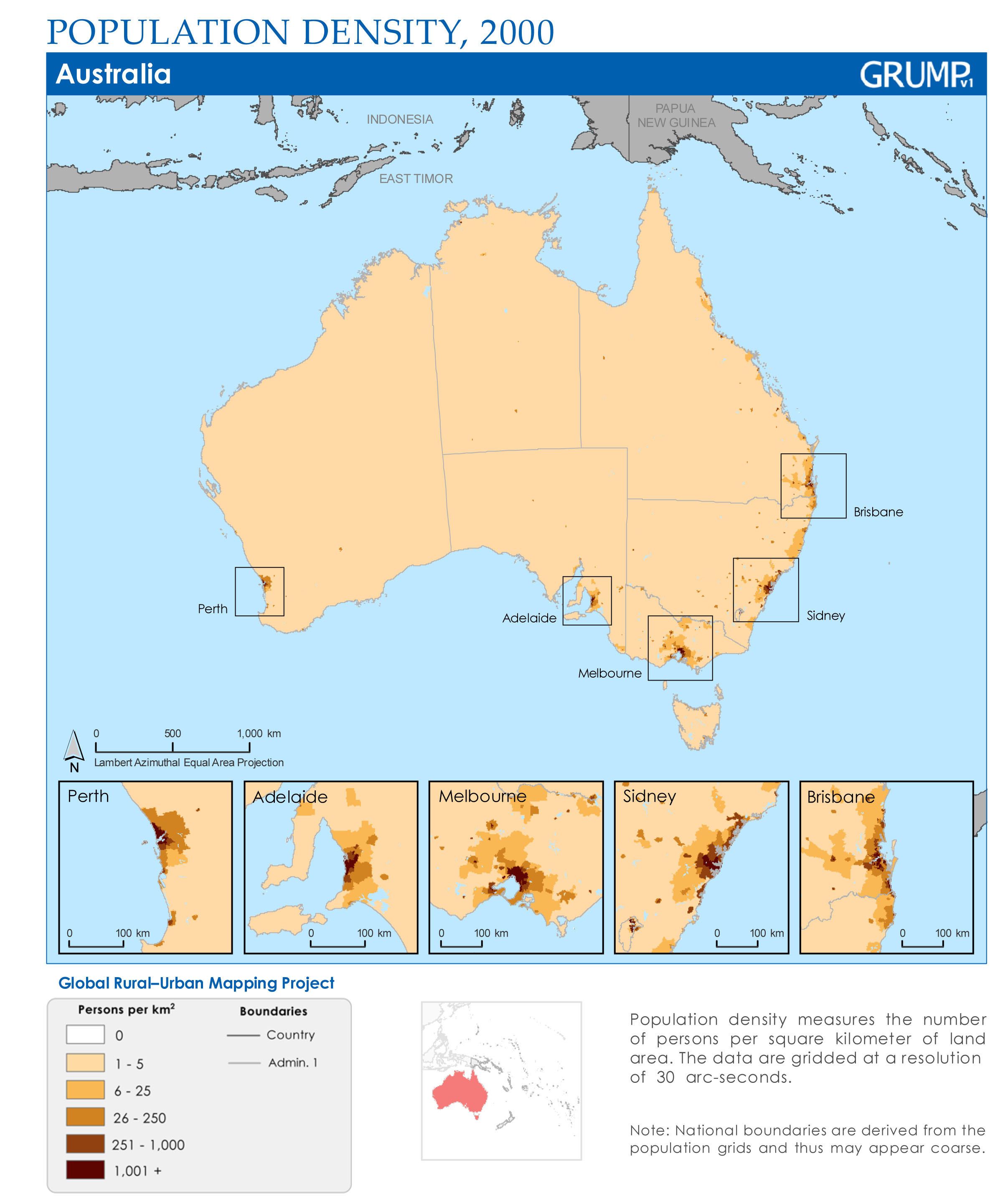
Mapa de densidad de población de Australia. Australia tiene una de las poblaciones más urbanizadas del mundo y la mayoría vive en ciudades metropolitanas en la costa.

Australia tiene cinco ciudades (incluidos sus suburbios) con más de un millón de habitantes. La mayoría de la población vive cerca de la costa. A continuación, una tabla con las diez «áreas urbanas significativas» más pobladas de Australia, definición usada por la Oficina Australiana de Estadística con fines de análisis estadístico para designar aglomeraciones de más de 10 000 habitantes.
| Puesto | Área urbana significativa | Estado/territorio                                        | Población residente estimada | Población residente estimada |
| Puesto | Área urbana significativa | Estado/territorio                                        | Junio de 2021                | Junio de 2016                |
| ------ | ------------------------- | -------------------------------------------------------- | ---------------------------- | ---------------------------- |
| 1      | Sídney                    | Nueva Gales del Sur                                      | 4 959 107                    | 4 637 436                    |
| 2      | Melbourne                 | Victoria                                                 | 4 901 863                    | 4 546 593                    |
| 3      | Brisbane                  | Queensland                                               | 2 495 825                    | 2 282 759                    |
| 4      | Perth                     | Australia Occidental                                     | 2 099 530                    | 1 982 270                    |
| 5      | Adelaida                  | Australia Meridional                                     | 1 359 087                    | 1 305 526                    |
| 6      | Gold Coast–Tweed Heads    | Queensland Nueva Gales del Sur                           | 718 772                      | 645 711                      |
| 7      | Newcastle–Maitland        | Nueva Gales del Sur                                      | 505 489                      | 475 716                      |
| 8      | Canberra–Queanbeyan       | Territorio de la Capital Australiana Nueva Gales del Sur | 462 984                      | 439 971                      |
| 9      | Sunshine Coast            | Queensland                                               | 353 906                      | 316 905                      |
| 10     | Central Coast             | Nueva Gales del Sur                                      | 338 567                      | 328 330                      |

## Ascendencia
La cronología más antigua aceptada de las primeras llegadas de indígenas australianos al continente sitúa esta migración humana hace al menos 65 000 años, muy probablemente desde las islas de Indonesia y Nueva Guinea.
El capitán James Cook reclamó la costa oriental para Gran Bretaña en 1770; la costa occidental también fue colonizada más tarde por Gran Bretaña. En aquella época, la población indígena se estimaba entre 315 000 y 750 000 personas, divididas en 500 tribus que hablaban muchas lenguas diferentes.
Entre 1788 y la Segunda Guerra Mundial, la gran mayoría de los colonos e inmigrantes procedían de las islas británicas (principalmente Inglaterra, Irlanda y Escocia), aunque durante el siglo XIX hubo una importante inmigración de China y Alemania. En las décadas inmediatamente posteriores a la Segunda Guerra Mundial, Australia recibió una gran oleada de inmigración procedente de toda Europa, con muchos más inmigrantes llegados del sur y el este de Europa que en décadas anteriores. Desde el fin de la política de la Australia blanca en 1973, Australia ha seguido una política oficial de multiculturalismo, y se ha producido una gran y continua oleada de inmigración procedente de todo el mundo, siendo Asia la mayor fuente de inmigrantes en el siglo XXI.

La Oficina Australiana de Estadística ya no recoge datos sobre la raza, pero pide a cada residente australiano que indique hasta dos ascendencias en cada censo. Estas respuestas se clasifican en amplios grupos de ascendencia normalizados. En el censo de 2021, las ascendencias individuales más comunes en proporción a la población total fueron:
- Inglés (33 %)
- Australiano (29,9 %)[nota 1]
- Irlandés (9,5 %)
- Escocés (8,6 %)
- Chino (5,5 %)
- Italiano (4,4 %)
- Alemán (4 %)
- Indio (3,1 %)
- Indígena (2,9 %)[nota 2]
- Griego (1,7 %)
- Filipino (1,6 %)
- Neerlandés (1,5 %)
- Vietnamita (1,3 %)
- Libanés (1 %)

## Inmigración

Porcentaje de personas nacidas en el extranjero por área local estadística, según el censo de 2011.

En 2019, el 30 % de la población residente en Australia, es decir, 7 529 570 personas residentes en el país nacieron en el extranjero.
La población de Australia se ha cuadruplicado desde el final de la Primera Guerra Mundial, y gran parte de este aumento procede de la inmigración. Australia es el noveno país del mundo con mayor población inmigrante: los inmigrantes representan el 30 % de la población, una proporción mayor que en cualquier otro país con más de 10 millones de habitantes. La mayoría de los inmigrantes son cualificados, pero la cuota de inmigración incluye categorías para familiares y refugiados.
La siguiente tabla muestra la población de Australia por país de nacimiento según las estimaciones de la Oficina Australiana de Estadística para 2021. Sólo muestra los países o regiones de nacimiento con una población de más de 100 000 habitantes residentes en Australia.
| Fuente: Oficina Australiana de Estadística (2020) | Fuente: Oficina Australiana de Estadística (2020) |
| Lugar de nacimiento                               | Población residente estimada                      |
| ------------------------------------------------- | ------------------------------------------------- |
| Total de nacidos en Australia                     | 18 043 310                                        |
| Total de nacidos en el extranjero                 | 7 653 990                                         |
| Inglaterra                                        | 980 360                                           |
| India                                             | 721 050                                           |
| China continental                                 | 650 640                                           |
| Nueva Zelanda                                     | 564 840                                           |
| Filipinas                                         | 310 050                                           |
| Vietnam                                           | 270 340                                           |
| Sudáfrica                                         | 200 240                                           |
| Italia                                            | 177 840                                           |
| Malasia                                           | 177 460                                           |
| Sri Lanka                                         | 146 950                                           |
| Escocia                                           | 132 590                                           |
| Nepal                                             | 131 830                                           |
| Corea del Sur                                     | 111 530                                           |
| Alemania                                          | 111 030                                           |
| Estados Unidos                                    | 110 160                                           |
| Hong Kong SAR                                     | 104 760                                           |
| Grecia                                            | 103 710                                           |

## Religión

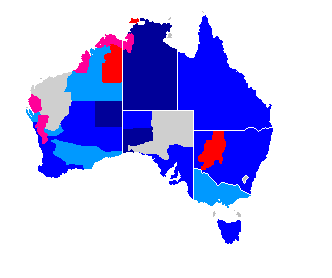
Mapa de distribución geográfica por religión mayoritaria en Australia.
Protestantismo (Azul)
Catolicismo (Rojo)

En el censo de 2021, el 38,9 % de la población se identificaba como «sin religión», frente al 15,5 % de 2001. La religión mayoritaria es el cristianismo (43,9 % de la población). Las mayores confesiones cristianas son la Iglesia católica (20 % de la población) y la Iglesia anglicana de Australia (9,8 %). La inmigración multicultural desde la Segunda Guerra Mundial ha propiciado el crecimiento de religiones no cristianas, las más numerosas de las cuales son el islam (3,2 %), el hinduismo (2,7 %), el budismo (2,4 %), el sijismo (0,8 %) y el judaísmo (0,4 %).
Históricamente, la religión y mitología aborigen australiana fue el sistema de creencias predominante en Australia hasta alrededor de 1840, cuando los australianos europeos superaron por primera vez en número a los australianos indígenas. Durante un tiempo, en los siglos XIX y XX, Australia fue mayoritariamente protestante, con una gran minoría católica. En el censo de 1986, los católicos superaron por primera vez en número a los anglicanos. En todos los censos desde 1991, el porcentaje de cristianos ha ido disminuyendo de forma constante, mientras que el porcentaje de no religiosos ha ido aumentando.

## Idioma

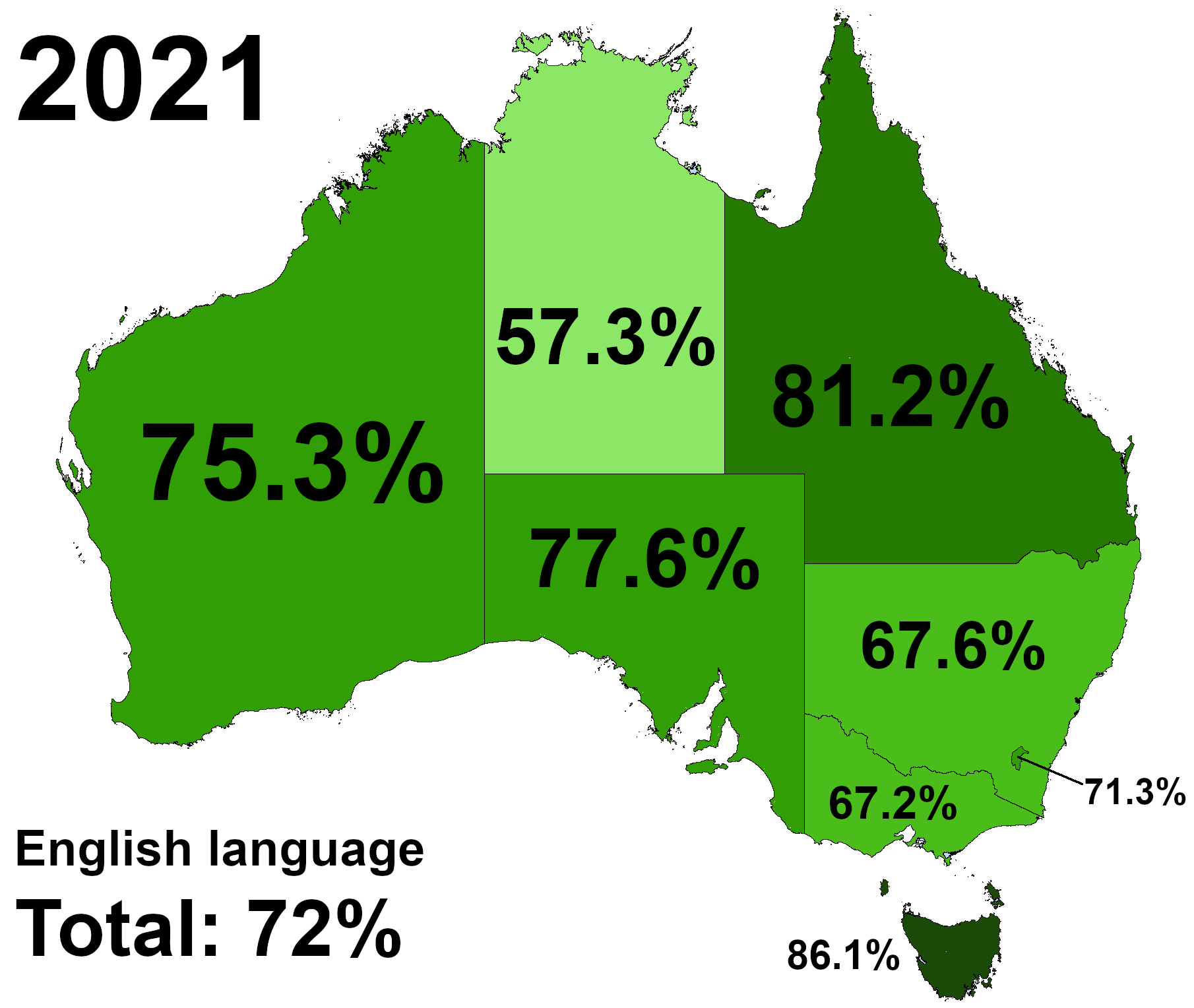
Porcentaje de personas que hablan inglés en casa en 2021.

La inmensa mayoría de los australianos habla inglés en casa, salvo los aborígenes australianos y los inmigrantes de primera generación. Aunque Australia no tiene lengua oficial, el inglés siempre ha sido el idioma nacional de facto y la única lengua común. El inglés australiano es una variedad principal del idioma, con un acento y un léxico distintivos, y difiere ligeramente de otras variedades del inglés en gramática y ortografía. El australiano general (General Australian English) es la variedad estándar.
En el censo de 2021, el inglés era la única lengua hablada en los hogares del 72 % de la población. Las siguientes lenguas más habladas en casa son el chino mandarín (2,7 %), el árabe (1,4 %), el vietnamita (1,3 %), el cantonés (1,2 %) y el panyabí (0,9 %). Un porcentaje considerable de inmigrantes de primera y segunda generación son bilingües.
Se cree que existían más de 250 lenguas indígenas australianas en la época del primer contacto europeo; menos de 20 siguen siendo de uso cotidiano por todos los grupos de edad. Otras 110 las hablan exclusivamente las personas mayores. En el censo de 2006, 52 000 australianos indígenas, que representaban el 12 % de la población indígena, declararon que hablaban una lengua indígena en casa.
Australia tiene su propia lengua de signos, el Auslan. La Oficina Australiana de Estadística incluyó por primera vez en el censo de 2021 al Auslan como opción al preguntar qué lengua se utilizaba en casa. Según el censo, es la lengua principal en los hogares de 16 242 personas sordas.

## Economía

Mediana de ingresos semanales totales de los hogares por área local estadística en el censo de 2011.

En términos de tendencia, en abril de 2025, la fuerza laboral australiana estaba formada por 14 622 100 personas, lo que representaba una tasa de empleo estacional del 64,4 %; al mismo tiempo, las tasas de desempleo y subempleo se mantenían en el 4,1 % y el 6,0 %, respectivamente. En el censo de 2021, la mediana nacional de los ingresos personales semanales en toda Australia era de A$789, y la mediana de los ingresos familiares semanales era de A$1770. Más de la mitad de las personas tenían sueldos y salarios de empleados como principal fuente de ingresos (56,4 % o más de 10,5 millones de personas). Las prestaciones y subsidios públicos eran la principal fuente de ingresos del 23,4 % (4,4 millones de personas).